# 카메라를 멈추면 안 돼! 스핀오프: 할리우드 대작전
《카메라를 멈추면 안 돼! 스핀오프: 할리우드 대작전》(일본어: カメラを止めるな！スピンオフハリウッド大作戦!, 영어: One Cut of the Dead Spin-Off: In Hollywood)는 2019년 3월에 개봉한 일본의 공포, 코미디 영화이다.
 나카이즈미 유야가 감독을 우에다 신이치로가 각본을 맡았다.
 일본은 2019년 3월 2일에 대한민국은 2019년 11월 14일에 개봉되었다.

## 출연진
- 하마츠 타카유키 - 히구라시 타카유키 역
- 아키야마 유즈키 - 마츠모토 아이카 역
- 나가야 카즈아키 - 카미야 카즈유키 역
- 슈하마 하루미 - 히구라시 하루미 역
- 마오 - 마오 역